# Geldermalsen
Geldermalsen je město a obec v nizozemské provincii Gelderland. V roce 2014 zde žilo 26 334 obyvatel.

## Části obce
- Acquoy
- Beesd
- Buurmalsen
- Deil
- Enspijk
- Geldermalsen
- Gellicum
- Meteren
- Rhenoy
- Rumpt
- Tricht